# NGC 4441
NGC 4441 ist eine linsenförmige Galaxie vom Hubble-Typ SB0-a im Sternbild Drachen am Nordsternhimmel. Sie ist schätzungsweise 127 Millionen Lichtjahre von der Milchstraße entfernt und hat einen Scheibendurchmesser von etwa 115.000 Lj.
Das Objekt wurde am 20. März 1790 vom deutsch-britischen Astronomen William Herschel entdeckt.